# جايسون لايلي بلاك
جايسون لايلي بلاك (بالإنجليزية: Jason Lyle Black)‏ هو موسيقي أمريكي، ولد في 1987.

## وصلات خارجية
- الموقع الرسمي